# Мрдакович, Милян
Ми́лян Мрда́кович (серб. Миљан Мрдаковић / Miljan Mrdaković; 6 мая 1982, Ниш — 22 мая 2020, Звездара) — сербский футболист, нападающий.

## Биография

### Клубная карьера
В футбольную секцию «Раднички» его привёл отец. Именно там он делал первые шаги в футболе. Сначала играл в полузащите, достаточно много забивал, поэтому тренер перевёл его в нападение. Серьёзно занялся футболом с 10 лет. В 13 перебрался в Белград, а в 16 лет отправился в Бельгию, где и подписал свой первый профессиональный договор.
Выступал за клубы: «Андерлехт», ОФК, «Гент», «Ред Булл» (Зальцбург), «Металлист», «Маккаби» (Тель-Авив), «Витория» (Гимарайнш). С 2008 года выступал за китайский клуб «Шаньдун Лунэн». В 2009 году перешёл в кипрский «Аполлон» из Лимасола.

### Карьера в сборной
Выступал за юношеские и молодёжную сборную Сербии и Черногории. Участник молодёжного чемпионата Европы 2002 года. В 2008 году играл на летних Олимпийских играх.

## Личная жизнь
Отца зовут Момчило, а мать — Левица. Отец на пенсии, когда Милян Мрдакович отправился играть в Бельгию, они переехали туда вместе с ним, и мать бросила работу, став домохозяйкой. Его отец играл в футбол на любительском уровне. У него есть младшая сестра, которая младше его на семь лет. Жена Андриана, сын Урош (род. 2004). Покончил жизнь самоубийством в Белграде. Он выстрелил себе в голову в квартире, где жил со своей девушкой. Причинами стали финансовые проблемы и ситуация с самоизоляцией, вызванной COVID-19.